# نيكولاي تيموفتي
نيكولاي تيموفتي (بالرومانية: Nicolae Timofti) (من مواليد 22 ديسمبر 1948) هو سياسي المولدوفية والفقيه ورئيس مولدوفا منذ 23 مارس 2012. شغل منصب رئيس المجلس الأعلى الصلح مولدوفا وانتخب الرئيس من قبل البرلمان في 16 مارس 2012.

## روابط خارجية
- نيكولاي تيموفتي على موقع مونزينجر (الألمانية)